# La Ranchería
La Ranchería es una localidad mexicana; localizada en el municipio de Progreso de Obregón en el estado de Hidalgo.

## Geografía
Se encuentra en la región geográfica del Valle del Mezquital; a la localidad le corresponden las coordenadas geográficas 20° 17’ 24.937” de latitud norte y 99° 11’ 18.943” de longitud oeste, con una altitud de 1983 m s. n. m. Cuenta con un clima semiseco templado.
En cuanto a fisiografía se encuentra en la provincia del Eje Neovolcánico, dentro de la subprovincia de Llanuras y Sierras de Querétaro e Hidalgo; su terreno es de llanura. En lo que respecta a la hidrología se encuentra posicionado en la región del Pánuco, dentro de la cuenca del río Moctezuma, y en la subcuenca del río Tula.

## Demografía
En 2020 registró una población de 531 personas, lo que corresponde al 2.25 % de la población municipal. De los cuales 266 son hombres y 265 son mujeres.
| Gráfica de evolución demográfica de La Ranchería entre 1990 y 2020 |
|                                                                    |
| Población registrada por los censos y conteos del INEGI.           |